# Ugo Locatelli
Ugo Locatelli (Toscolano, 5 febbraio 1916 – Torino, 28 maggio 1993) è stato un calciatore italiano, di ruolo centrocampista o attaccante, fu Campione del Mondo con la Nazionale Italiana nel 1938 e Campione Olimpico nel 1936.

## Caratteristiche tecniche
Era agile, rapido e possedeva un tiro preciso ma non potente. Iniziò la sua carriera giocando come centravanti, per poi essere spostato a mediano da Umberto Caligaris durante la stagione 1935-1936. Giocò anche come mezzala durante la permanenza all'Atalanta.

## Carriera

### Club

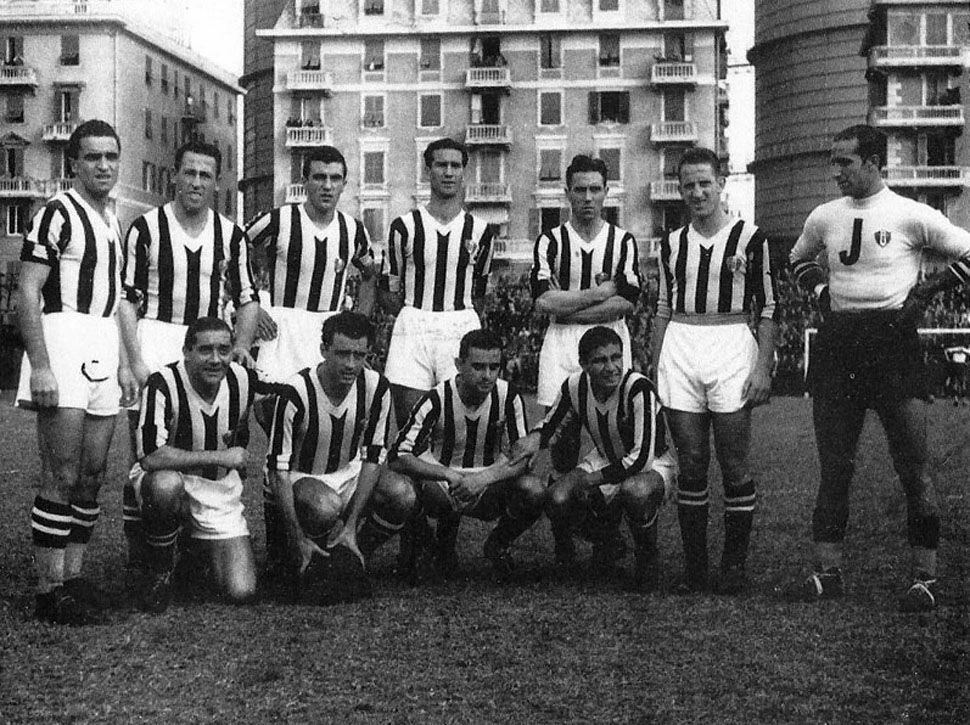
Locatelli (accosciato, secondo da sinistra) alla Juventus nel 1942

Locatelli cominciò la sua carriera tra le file del Brescia, dove militò dal 1933 al 1936 : con la maglia delle Rondinelle debuttò in Serie A il 10 settembre 1933, in una gara contro la Roma.
La militanza nel club bresciano fu inframezzata nel 1934 da un prestito all'Atalanta. Esordì con il club orobico il 27 gennaio 1935 contro la Comense (1-0), giocando come centravanti e segnando al 40º minuto di gioco il gol decisivo.. Avrebbe segnato altri quattro gol in nerazzurro: contro SPAL, L.R. Vicenza, Venezia e L'Aquila..
Nel 1936 viene acquistato dall'Ambrosiana-Inter, con cui vincerà due scudetti (1938 e 1940) e una Coppa Italia (1939): fino al 1941 giocò 168 incontri in nerazzurro, di cui 146 in Serie A. Fece il suo esordio il 21 giugno 1936 in una partita contro una squadra di Brno, valida per le competizioni europee dell'epoca; segnò il suo unico gol il 1º ottobre 1939, in un incontro vinto 4-0 sul Napoli.
Dopo l'esperienza a Milano si trasferì alla Juventus rimanendovi fino al 1949 (escludendo una breve parentesi nel 1943 al Brescia nel campionato Alta Italia), anno del suo ritiro. Per otto anni scese in campo in 181 occasioni, segnando 8 reti e vincendo la Coppa Italia nel 1942. In seguito divenne prima capo del settore giovanile e poi osservatore della Juventus.

### Nazionale
Ha giocato 22 incontri con la maglia della Nazionale italiana. Nel 1936 fu convocato da Vittorio Pozzo per i Giochi Olimpici di Berlino: il regolamento limitava la partecipazione ad atleti non professionisti, ma l'Italia conquistò la medaglia d'oro.
Fu poi convocato per i Mondiali 1938, a cui gli Azzurri partecipavano da Campioni del Mondo in carica. L'Italia vinse la competizione, e Locatelli scese in campo nella finale vinta 4-2 contro l'Ungheria. È uno dei quattro calciatori che hanno vinto sia i Mondiali sia le Olimpiadi: gli altri tre sono Pietro Rava, Sergio Bertoni e Alfredo Foni.

## Statistiche

### Cronologia presenze e reti in nazionale
| Cronologia completa delle presenze e delle reti in nazionale ― Italia | Cronologia completa delle presenze e delle reti in nazionale ― Italia | Cronologia completa delle presenze e delle reti in nazionale ― Italia | Cronologia completa delle presenze e delle reti in nazionale ― Italia | Cronologia completa delle presenze e delle reti in nazionale ― Italia | Cronologia completa delle presenze e delle reti in nazionale ― Italia | Cronologia completa delle presenze e delle reti in nazionale ― Italia | Cronologia completa delle presenze e delle reti in nazionale ― Italia |
| Data                                                                  | Città                                                                 | In casa                                                               | Risultato                                                             | Ospiti                                                                | Competizione                                                          | Reti                                                                  | Note                                                                  |
| --------------------------------------------------------------------- | --------------------------------------------------------------------- | --------------------------------------------------------------------- | --------------------------------------------------------------------- | --------------------------------------------------------------------- | --------------------------------------------------------------------- | --------------------------------------------------------------------- | --------------------------------------------------------------------- |
| 3-8-1936                                                              | Berlino                                                               | Stati Uniti                                                           | 0 – 1                                                                 | Italia                                                                | Olimpiadi 1936 - Ottavi di finale                                     | -                                                                     |                                                                       |
| 7-8-1936                                                              | Berlino                                                               | Giappone                                                              | 0 – 8                                                                 | Italia                                                                | Olimpiadi 1936 - Quarti di finale                                     | -                                                                     |                                                                       |
| 10-8-1936                                                             | Berlino                                                               | Norvegia                                                              | 1 – 2 dts                                                             | Italia                                                                | Olimpiadi 1936 - Semifinale                                           | -                                                                     |                                                                       |
| 15-8-1936                                                             | Berlino                                                               | Austria                                                               | 1 – 2 dts                                                             | Italia                                                                | Olimpiadi 1936 - Finale                                               | -                                                                     | 1º titolo olimpico                                                    |
| 5-12-1937                                                             | Parigi                                                                | Francia                                                               | 0 – 0                                                                 | Italia                                                                | Amichevole                                                            | -                                                                     |                                                                       |
| 15-5-1938                                                             | Milano                                                                | Italia                                                                | 6 – 1                                                                 | Belgio                                                                | Amichevole                                                            | -                                                                     |                                                                       |
| 22-5-1938                                                             | Genova                                                                | Italia                                                                | 4 – 0                                                                 | Jugoslavia                                                            | Amichevole                                                            | -                                                                     |                                                                       |
| 5-6-1938                                                              | Marsiglia                                                             | Norvegia                                                              | 1 – 2 dts                                                             | Italia                                                                | Mondiali 1938 - Ottavi di finale                                      | -                                                                     |                                                                       |
| 12-6-1938                                                             | Parigi                                                                | Francia                                                               | 1 – 3                                                                 | Italia                                                                | Mondiali 1938 - Quarti di finale                                      | -                                                                     |                                                                       |
| 16-6-1938                                                             | Marsiglia                                                             | Brasile                                                               | 1 – 2                                                                 | Italia                                                                | Mondiali 1938 - Semifinale                                            | -                                                                     |                                                                       |
| 19-6-1938                                                             | Parigi                                                                | Ungheria                                                              | 2 – 4                                                                 | Italia                                                                | Mondiali 1938 - Finale                                                | -                                                                     | 2º titolo mondiale                                                    |
| 20-11-1938                                                            | Bologna                                                               | Italia                                                                | 2 – 0                                                                 | Svizzera                                                              | Amichevole                                                            | -                                                                     |                                                                       |
| 4-12-1938                                                             | Napoli                                                                | Italia                                                                | 1 – 0                                                                 | Francia                                                               | Amichevole                                                            | -                                                                     |                                                                       |
| 26-3-1939                                                             | Firenze                                                               | Italia                                                                | 3 – 2                                                                 | Germania                                                              | Amichevole                                                            | -                                                                     |                                                                       |
| 13-5-1939                                                             | Milano                                                                | Italia                                                                | 2 – 2                                                                 | Inghilterra                                                           | Amichevole                                                            | -                                                                     |                                                                       |
| 4-6-1939                                                              | Belgrado                                                              | Jugoslavia                                                            | 1 – 2                                                                 | Italia                                                                | Amichevole                                                            | -                                                                     |                                                                       |
| 8-6-1939                                                              | Budapest                                                              | Ungheria                                                              | 1 – 3                                                                 | Italia                                                                | Amichevole                                                            | -                                                                     |                                                                       |
| 11-6-1939                                                             | Bucarest                                                              | Romania                                                               | 0 – 1                                                                 | Italia                                                                | Amichevole                                                            | -                                                                     |                                                                       |
| 20-7-1939                                                             | Helsinki                                                              | Finlandia                                                             | 2 – 3                                                                 | Italia                                                                | Amichevole                                                            | -                                                                     |                                                                       |
| 3-3-1940                                                              | Torino                                                                | Italia                                                                | 1 – 1                                                                 | Svizzera                                                              | Amichevole                                                            | -                                                                     |                                                                       |
| 14-4-1940                                                             | Roma                                                                  | Italia                                                                | 2 – 1                                                                 | Romania                                                               | Amichevole                                                            | -                                                                     |                                                                       |
| 1-12-1940                                                             | Genova                                                                | Italia                                                                | 1 – 1                                                                 | Ungheria                                                              | Amichevole                                                            | -                                                                     |                                                                       |
| Totale                                                                |                                                                       | Presenze                                                              | 22                                                                    |                                                                       | Reti                                                                  | 0                                                                     |                                                                       |

## Palmarès

### Club
- Campionato italiano: 2

Ambrosiana: 1937-1938, 1939-1940
- Coppa Italia: 2

Ambrosiana: 1938-1939
Juventus: 1941-1942

### Nazionale
- Oro olimpico: 1

Berlino 1936
- Campionato mondiale: 1

Francia 1938

### Individuale
- All-Star Team del mondiale: 1[3]

Francia 1938